# Helado

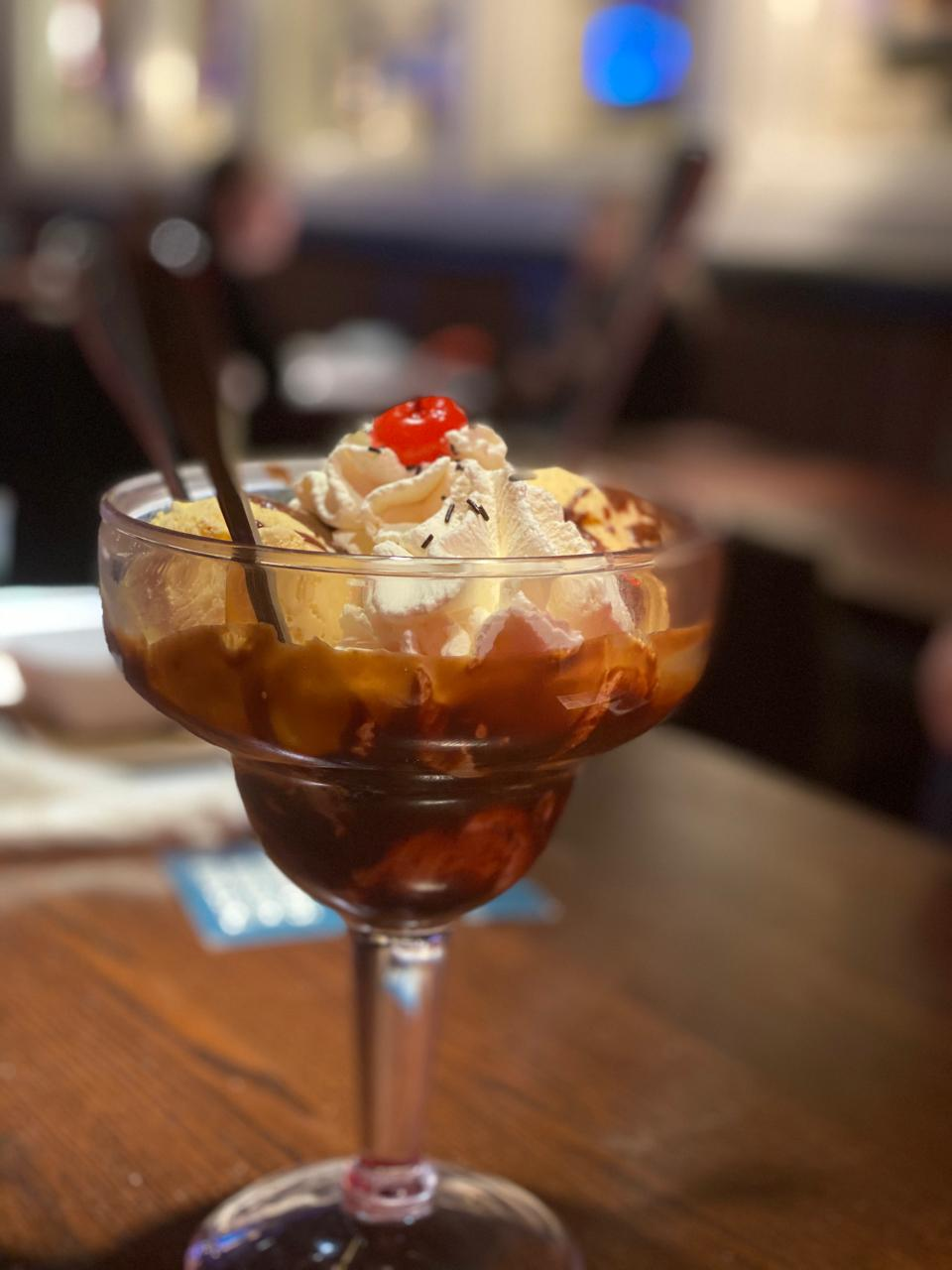
Helado de Hard Rock Café

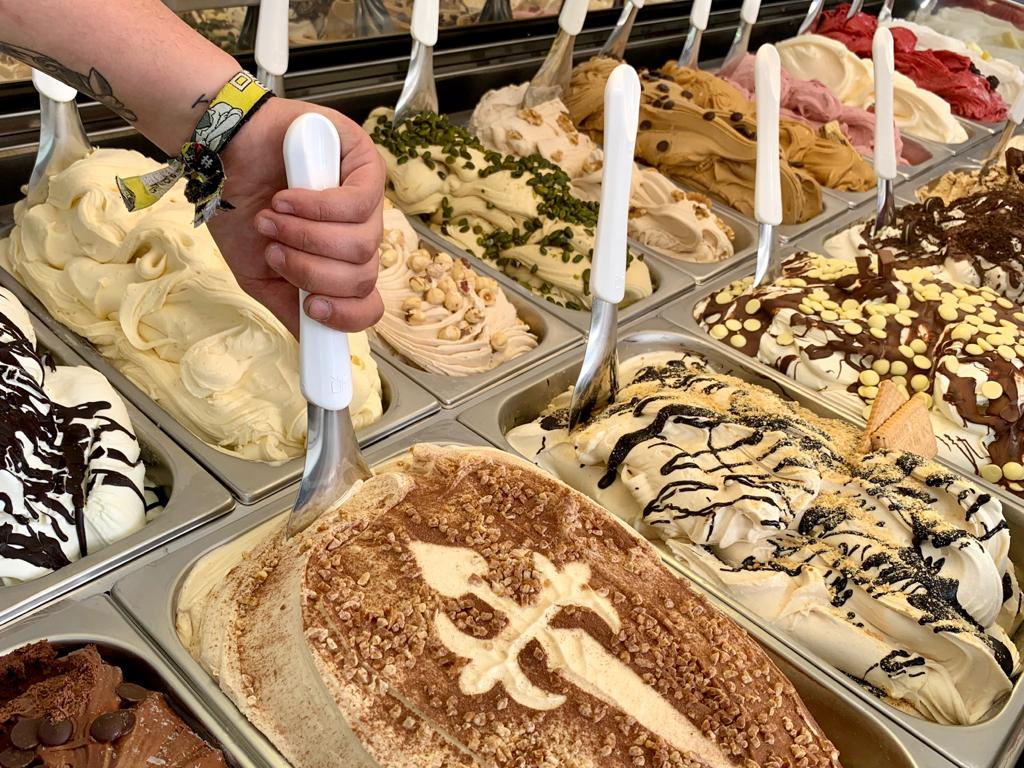
Vitrina de Helado Artesano

En su forma más simple, el helado o crema helada es un alimento congelado que por lo general se hace de productos lácteos tales como leche o crema. El helado es un sistema en el que coexisten diversos subsistemas en total armonía. Generalmente se endulza con azúcar, edulcorantes o miel. Típicamente se le añaden otros ingredientes, tales como yemas de huevo, frutos secos, frutas, chocolate, galletas, dulce de leche, además de saborizantes, aditivos y estabilizantes.
La industria de los helados en todo el mundo es un gran negocio global que se encuentra en constante crecimiento y evolución. Hablar de helados es hablar de un alimento de gran complejidad. La ciencia y la tecnología del helado han recorrido un largo camino desde su creación. Los avances científicos se realizaron en la comprensión de la funcionalidad de los ingredientes, mientras que los avances tecnológicos lo hicieron en relación con dichos ingredientes y procesos.

## Tipos

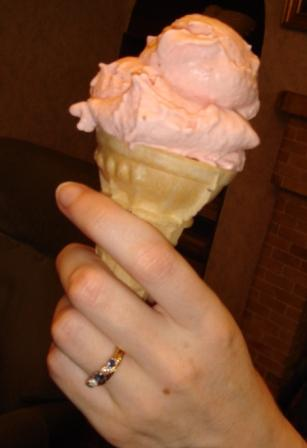
Cono de helado de fresa.

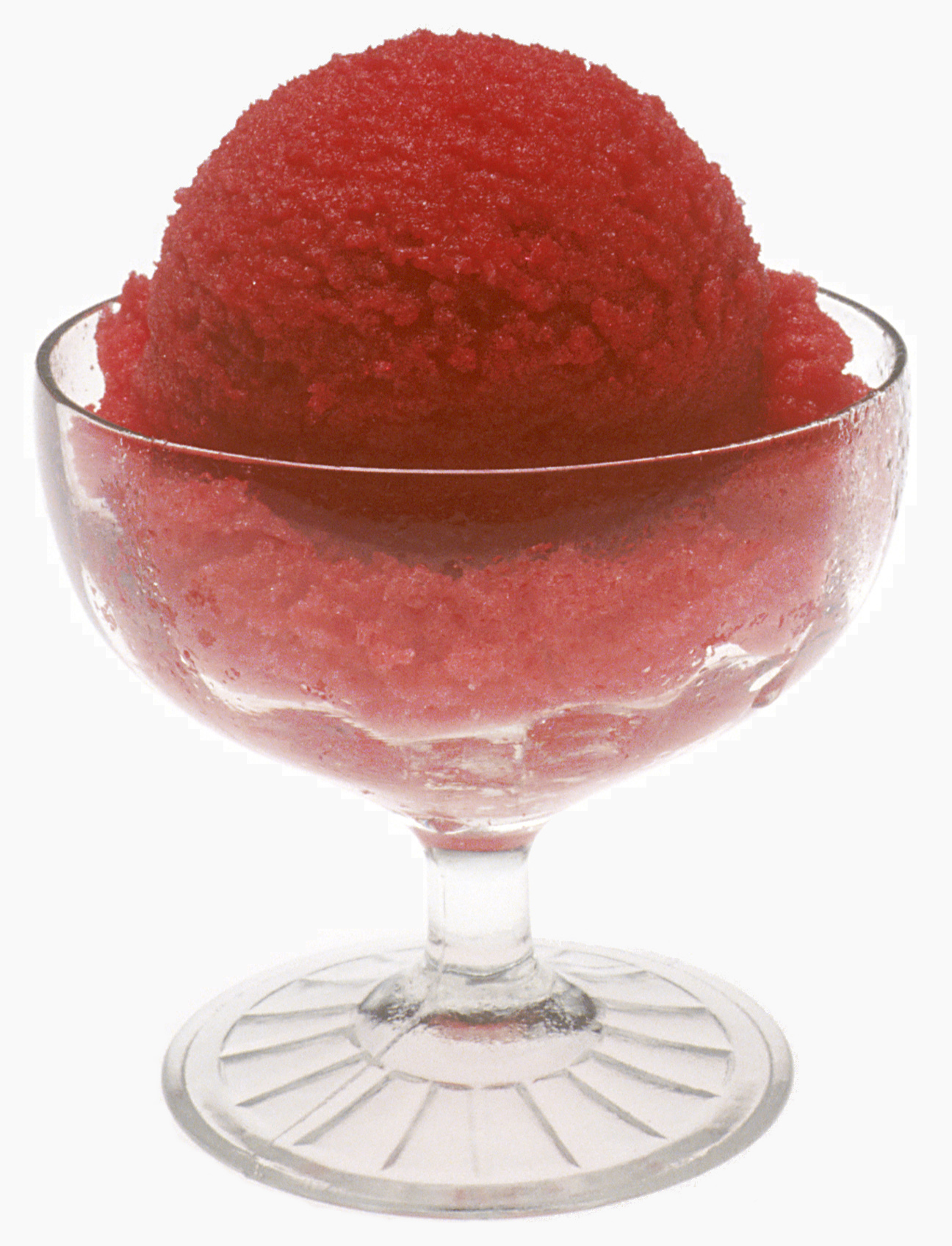
Sorbete de frambuesa.

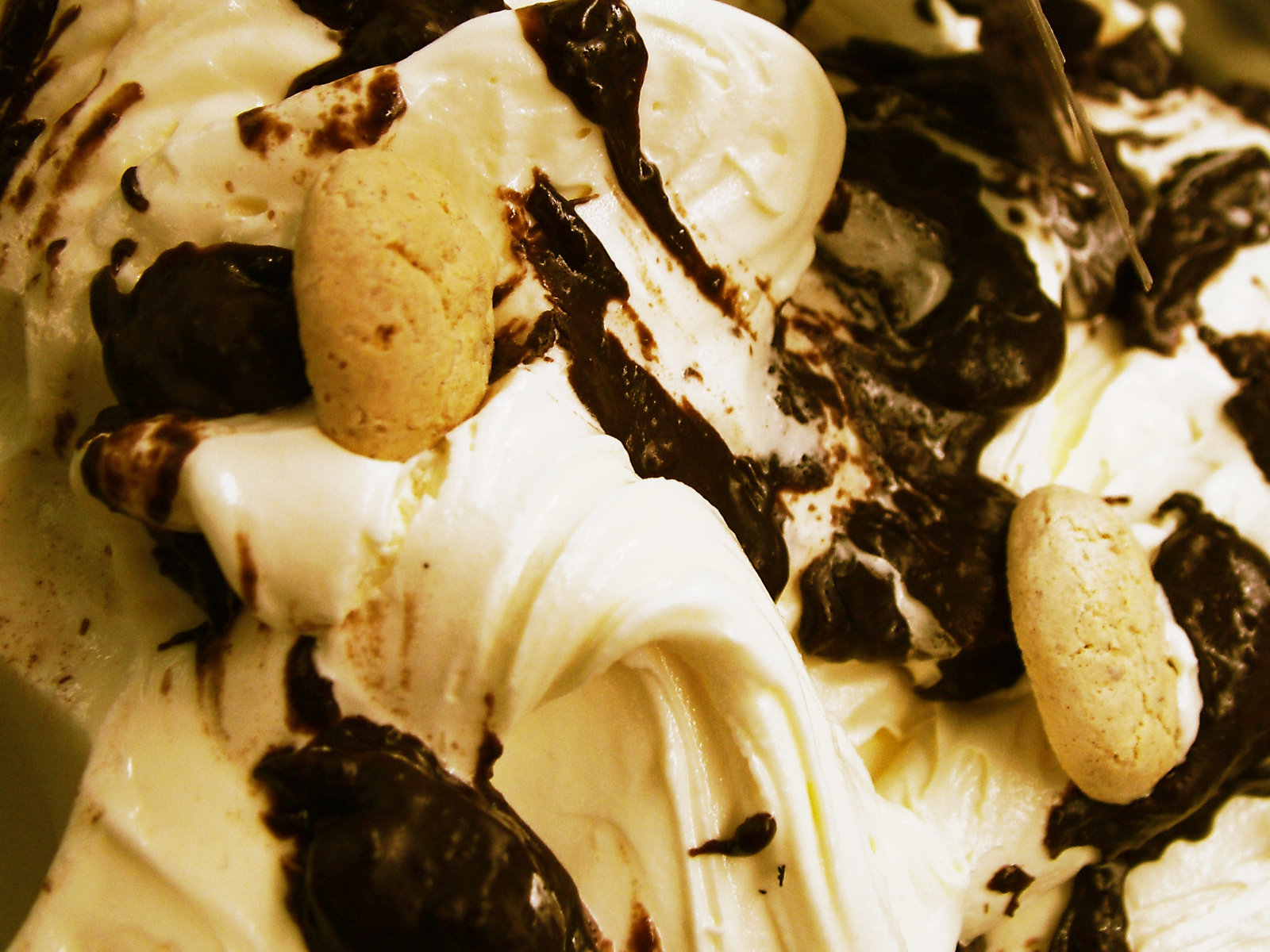
Helado con chocolate.

Aunque el término crema helada se usa algunas veces para identificar a los postres congelados en general, usualmente está reservado para aquellos postres congelados hechos con un alto porcentaje de grasa láctea. Las definiciones típicas para los postres congelados son las siguientes: 
- Crema batida helada, helado de crema, helado cremoso, barquillo, mantecado: cualquier postre congelado con diversos porcentajes de materia grasa láctea o vegetal. Este porcentaje de materia grasa puede variar, según las regulaciones de cada país. Por ejemplo: Argentina más del 6 %, Colombia, Ecuador y Venezuela entre el 8 % y 10 %, México, Estados Unidos más del 10 %.[6]
- Helado: con menos de 10 % de grasa láctea y menor contenido de azúcar o edulcorantes.[6]
- Natilla congelada: con más de 10 % de grasa láctea y tiene yema de huevo. Considerada un tipo de crema helada[5] debido al alto contenido de grasa.[6]
- Sorbete: generalmente elaborado con zumo o puré de frutas y sin grasa láctea.[6]
- Helado al agua: Sin lácteos, agua, azúcares y frutas o sabores. En algunos países se permite cierta cantidad de leche.[6]
- Pop o Granizado: hecho con hielo finamente desmenuzado, al que se agrega alguna esencia, jugo de fruta o bebida alcohólica. Una variante de este último es el denominado en Venezuela, Ecuador, Colombia, Panamá y México raspado, en el cual se usa un bloque de hielo que es raspado en una máquina manual. Al hielo desmenuzado obtenido así se le añade esencias con colorantes o jugos de fruta y se vende en puestos ambulantes.[6]

Muchos países regulan el uso de estos términos basados en cantidades porcentuales específicas de los ingredientes. Las cremas heladas se presentan en una amplia variedad de sabores, frecuentemente con agregados, tales como hojuelas o trozos de chocolate, nueces, frutas secas, frutas, etc. Algunos de los sabores más populares en los supermercados son vainilla, chocolate, fresa, limón, y nata.

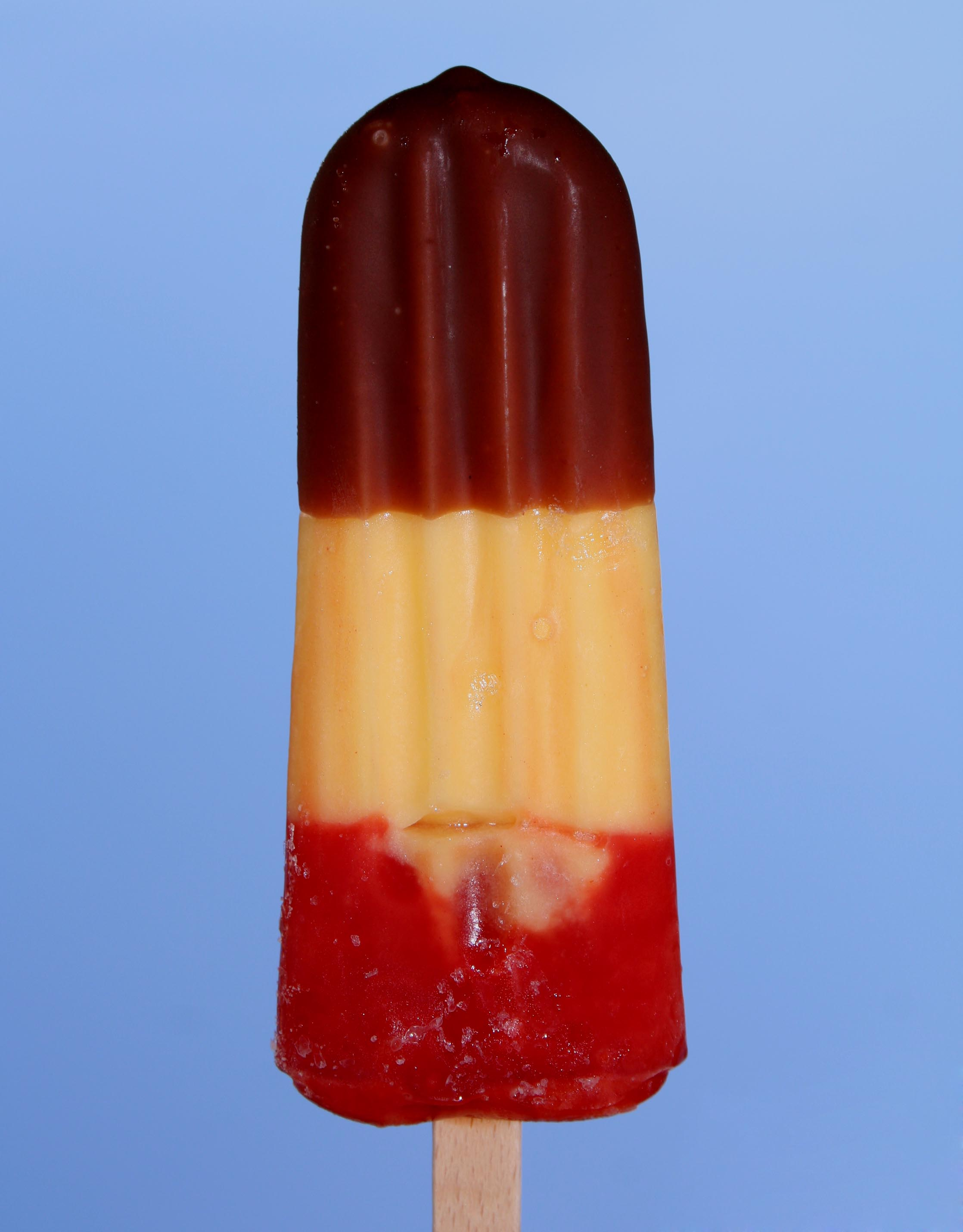
Polo helado de agua.

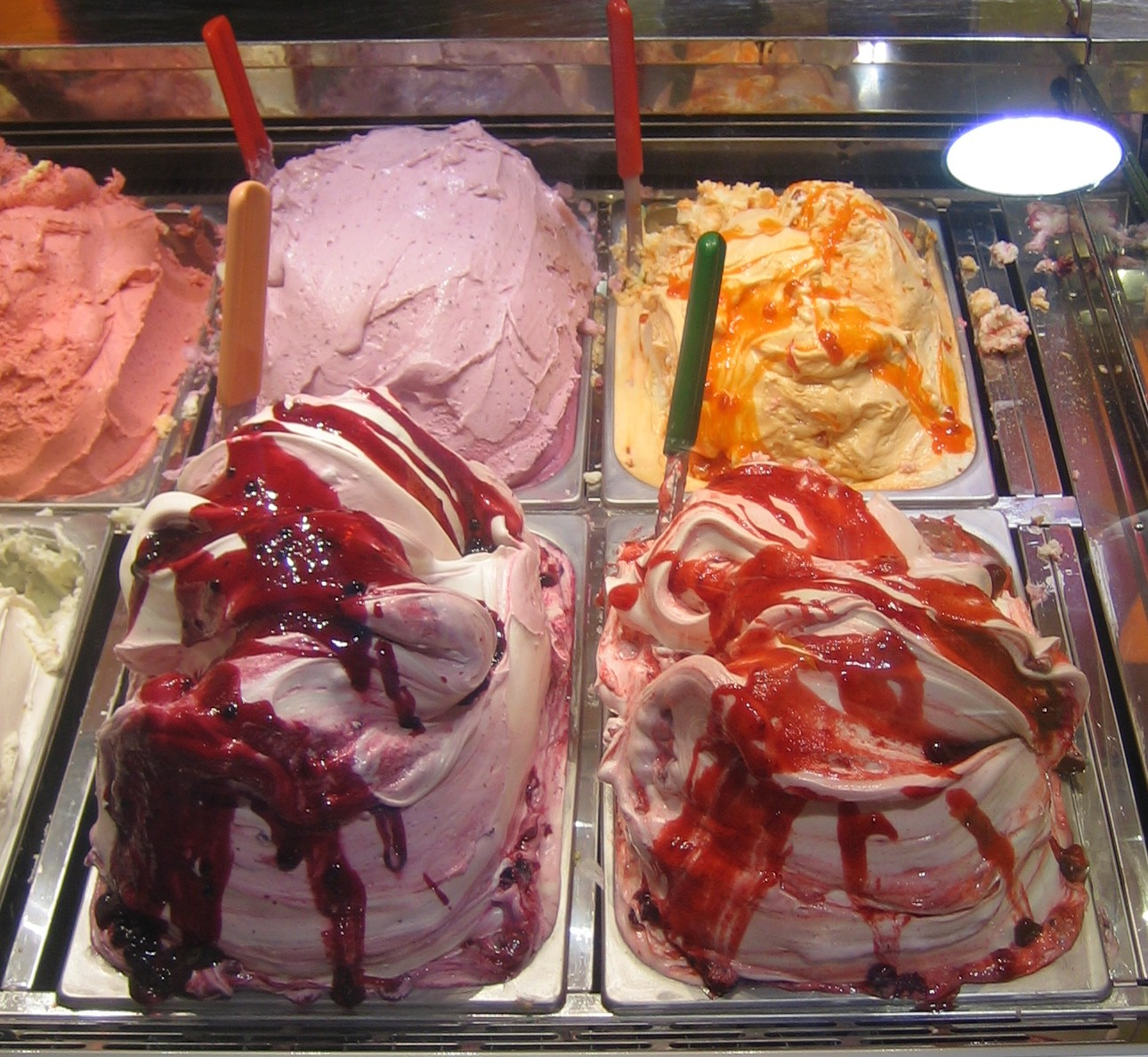
Helados en la ciudad italiana de Roma.

Básicamente podemos encontrar cinco calidades de helados en el mercado: 

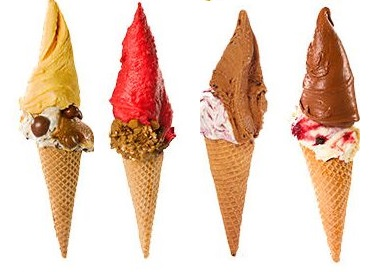
Helado artesanal argentino en cucurucho.

- Helados Industriales: Son los helados elaborados en plantas industriales en cuya elaboración son empleados colorantes artificiales, saborizantes y estabilizadores para realzar su aspecto y sabor; es un helado con una gran cantidad de aire incorporado. Debido a su producción masiva, es uno de los más económicos.[6]
- Helado derretido: Son los helados cuando ya no están suficientemente fríos para mantener su forma habitual, así que están en forma líquida.
- Helados Artesanales: Se elaboran en pequeñas fábricas, básicamente con procedimientos manuales. En su elaboración se emplean únicamente productos frescos y, al contrario de los helados industriales, no se utilizan saborizantes artificiales, colorantes, ni conservantes. Tienen mucho menos aire incorporado y un aspecto muy cremoso. Su precio es considerablemente mayor que el del helado industrial, debido a la calidad y cantidad de los productos empleados, además de su producción a pequeña escala. Hay países donde se ha desarrollado mucho la elaboración del helado artesanal, como Italia, Argentina, Alemania y Japón.[6]
- Helado Soft (también llamado Helado suave o Barquilla en Venezuela): Es un helado que se fabrica a partir de una mezcla de base, producida en forma industrial, y se conserva en una máquina congeladora de pequeño tamaño. El helado se extrae de un grifo (similar al de la cerveza de barril), lo que le proporciona más esponjosidad y una textura más suave, debido a la gran cantidad de aire que contiene.[6] Es un helado que no necesariamente es de baja calidad, pero generalmente, más económico porque no requiere de la operación de congelación a la que se someten los otros tipos de helado después de la formación de la emulsión. Suelen ser denominados en otros países, como Venezuela, barquillas por ser este el nombre del cono hecho de hojaldre en el cual se sirven. Se venden en algunos restaurantes de comida rápida y en algunos puestos ambulantes.
- Helados de plancha fría: Se realiza vertiendo la base sobre una plancha a -20 °C. El helado se elabora gracias al contacto de los ingredientes con la superficie fría, que va congelando la mezcla, y con el movimiento de dos espátulas se logra la homogeneidad y consistencia deseada. Tienen su origen en Asia y su elaboración es con ingredientes naturales. La base del helado es de nata y leche, aunque también se puede utilizar soja o una base elaborada sin azúcar.[7]

Atendiendo al criterio de su forma de servirlos se tiene:
- Polo o paleta: Helado hecho a base de agua con un palito plano atravesado de forma similar a una piruleta. En países como Venezuela se denomina posicle (si es a base de leche y con cobertura de chocolate se le llama pastelado). En Argentina se denomina palito cuando es frutal, y cuando es de crema recubierto con chocolate se lo denomina palito bombón helado
- Barquilla: Helado cremoso servido en un cono de hojaldre comestible. Cuando se sustituye dicho cono por un recipiente se hace llamar tinita (principalmente en Venezuela).
- De vasito: Se sirve en envases similares a vasos desechables. Por lo general suelen ser helados cremosos en envases de cartón parafinado que se consumen con una pequeña paleta de madera a tal efecto. Pueden o no tener diversos toppings o añadidos. También se conoce de esta forma a cierto tipo de helados de fabricación casera elaborados a base de jugos de frutas pero en vasos desechables y de consistencia más dura. Un caso particular lo constituye en Venezuela uno envasado en un recipiente cónico de polipropileno y que en la parte inferior contiene una o dos gomas de mascar de forma esférica. Este producto se comercializa con el nombre de Bati Bati (Unilever - Tío Rico) o Piñatica (Helados EFE).
- Copa: Puede servirse en un recipiente hecho a base de hojaldre (el cual es comestible de forma similar al cono) o bien en una copa de cristal. Generalmente se acompaña con diversos toppings (maní troceado, crema batida, canutillos de chocolate, obleas tipo wafer, jarabe de chocolate, dulce de leche, frutas como fresas, duraznos en almíbar, kiwi en almíbar, cerezas al marrasquino, etc.). Pudiendo incluso tener otros acompañamientos tales como: brownie, flan, etc.

## Historia
El origen del helado se considera incierto, ya que el concepto del producto ha sufrido modificaciones en consonancia con el avance tecnológico, la generalización de su consumo y las exigencias de los consumidores. Pese a ello, se puede fijar como origen probable del helado la presencia de bebidas heladas o enfriadas con nieve o hielo traídas generalmente por los esclavos en las cortes babilónicas, antes de la era cristiana. 
Marco Polo relata que en China se añadían jugos de fruta y leche al hielo 2000 años a. C.
En el 400 a. C., en Persia, un plato enfriado como un pudín o flan, hecho de agua de rosas y vermicelli (o cabello de ángel), se asemejaba a un cruce entre un sorbete y un pudín de arroz, el cual era servido a la realeza durante el verano. Los persas habían dominado ya la técnica de almacenar hielo dentro de grandes refrigeradores, enfriados de forma natural, conocidos como Yakhchal (یخدان). Estos almacenes mantenían el hielo recogido durante el invierno o traído de las montañas durante el verano. Trabajaban usando altos receptores de viento que mantenían el espacio de almacenado subterráneo a temperaturas frías. El hielo era luego mezclado con azafrán, frutas y otros sabores variados.
Por otra parte se dice que el rey de Macedonia, Alejandro Magno, y el emperador romano Nerón enfriaban sus jugos de fruta y sus vinos con hielo o nieve traídos de las montañas por sus esclavos.
Durante la Edad Media, en las cortes árabes se preparaban productos azucarados con frutas y especias enfriadas con hielo de las montañas. A esta mezcla se le llamaba en árabe sharbat. Esta palabra pasó al turco como "şerbet". El término hispano sorbete también se puede haber derivado del idioma árabe.
En China, el Emperador Tang (618-697, A.C.) de la Dinastía Shang, tenía un método para crear mezclas de hielo con leche. De China esta receta pasó a la India, Persia (Irán, en la actualidad) y después a Grecia y Roma. Pero es precisamente en la Italia de la Baja Edad Media cuando el helado toma carácter de naturaleza en Europa; el navegante Marco Polo en el siglo XIII, al regresar de sus viajes a Oriente, trajo varias recetas de postres helados usados en Asia durante cientos de años, los cuales se implantaron con cierta popularidad en las cortes italianas.
En el siglo XVI se descubrió que el nitrato de etilo mezclado con la nieve producía temperaturas muy bajas lo que influiría de manera importante en la fabricación de helados. Según una leyenda, cuando Catalina de Médici contrajo matrimonio con Enrique II de Francia, ella hizo que su cocinero llevara las primitivas recetas de helados a la corte francesa, guardándose las mismas con mucho secreto. En Francia se añadió huevo a las recetas. Una nieta de Catalina se casó con un príncipe inglés, llevando así el helado a Inglaterra. De esta manera, se difundieron estos productos en Europa llevándose luego a América durante la época de la colonización. Sin embargo se sabe que ya se hacían helados en Francia antes de la llegada de Catalina. 
En el año 1686, el siciliano Francesco Procopio dei Coltelli abrió en París un establecimiento, llamado Café Procope, alcanzando gran fama por sus helados y su café. El rey Luis XIV lo llevó a su presencia para felicitarlo por su producto. Se puede considerar a este establecimiento como la primera heladería, al menos en Europa. Se dice que bajo Luis XIV comenzaron a prepararse los helados de vainilla y de chocolate, más tarde los de crema de leche, hasta llegar al helado actual.
Un gran paso en esta industria fue el descubrimiento del descenso crioscópico (descenso de la temperatura de solidificación) de las soluciones de sal (salmueras) las cuales permitían que utilizando un balde rodeado con una mezcla de hielo y sal o de agua y sal a bajas temperaturas, se congelaran mediante el batido bebidas y zumos de frutas azucarados, dando lugar a los primeros helados de textura cremosa. De hecho, en el proceso antiguo de elaboración se hacía una mezcla de leche, azúcar, crema de leche y algún estabilizante. Esta mezcla se congelaba, agitándola durante el proceso para prevenir la formación de grandes cristales de hielo. Tradicionalmente, la temperatura se reduce ubicando la mezcla en un recipiente, que es sumergido en una mezcla frigorífica de hielo molido y sal. La sal disminuye la temperatura de fusión del hielo, absorbiendo así una mayor cantidad de calor liberado por la crema, helándola durante el proceso. 
En 1913 se inventó la primera máquina continua para elaborar helados que constaba de un gran cilindro de acero, congelado por un equipo muy potente de frío y en la parte interior, de un batidor con aspas impulsado por un potente motor eléctrico, que mueve la mezcla continuamente hasta que dicha mezcla alcance la consistencia de una crema helada.

## Aspectos químicos

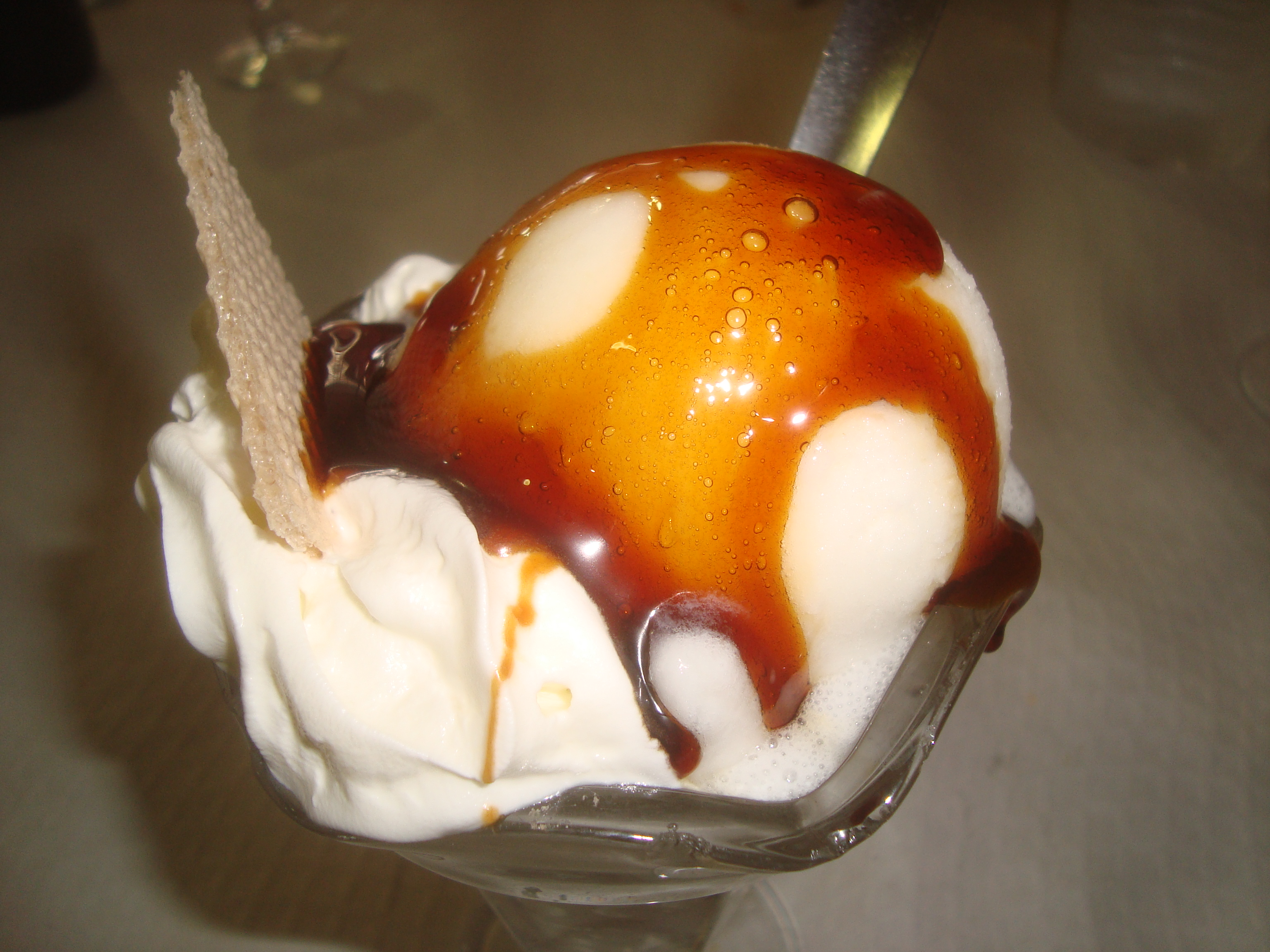
Copa de helado de vainilla y sirope de caramelo.

El helado constituye uno de los triunfos de la tecnología de alimentos, y el aire es uno de sus principales ingredientes. Sin el aire, el helado sería una nieve de leche, pero con el aire se convierte en un sistema coloidal de alta complejidad. Consiste en una espuma semisólida de celdas de aire rodeadas por grasa emulsificada junto con una red de diminutos cristales de hielo que están rodeados por un líquido acuoso en forma de sol.
Esto es lo que hace efectivamente la diferencia entre una nieve y un helado, el aire combinado con una baja temperatura -40 centígrados y grasa hidrogenada se trasforma de un líquido a un espumoso sólido agregándole sus saborizantes y estabilizadores, obtenemos un helado.

## Consumo

### Principales consumidores

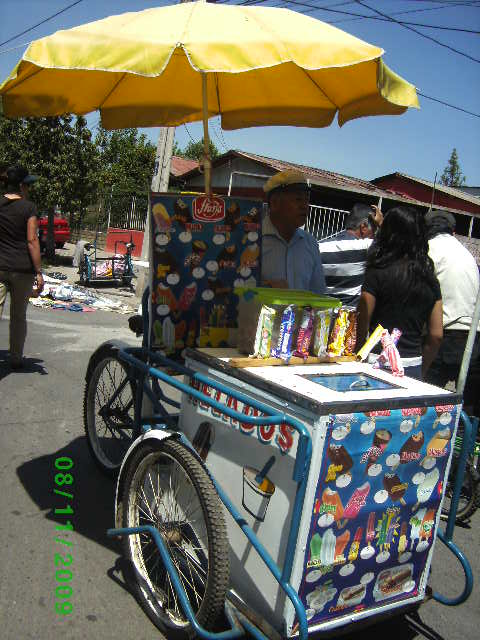
Heladero ambulante en una feria de Santiago de Chile.

Según la Asociación Internacional de Productos Lácteos (2012), las estadísticas de consumo mundial de helado son (en litros al año/habitante): [cita requerida]
1. Nueva Zelanda (26,3)
2. Estados Unidos (24,5)
3. Australia (17,8)
4. Suiza (14,4)
5. Suecia (14,2)
6. Finlandia (13,9)
7. Dinamarca (9,2)
8. Italia (8,2)
9. Argentina (6,0)
10. México (5,0)
11. Francia (4,4)
12. Canadá (4,0)
13. Alemania (3,8)
14. China (1,8)
15. Colombia (1,4)

### Sabores favoritos
Basado en el consumo de helado, en Estados Unidos los cinco sabores preferidos son:
- Chocolate (12,9 %)
- Galletas y crema (40 %)
- Fresa/Frutilla (19,3 %)
- Pistacho (15,9 %)
- Vainilla (26 %) .

Las estadísticas corresponden a The NPD Group National Eating Trends Services.